# Ren Cancan
Ren Cancan (en xinès: 任灿灿; pinyin: Rén Càncàn) (Xina, 26 d'abril de 1986) és una boxejadora xinesa que ha guanyat tres campionats del món. Va començar a boxejar el 2002 i va guanyar la medalla de plata als Jocs Olímpics d'Estiu de 2012 a Londres, en la categoria de pes mosca i en la de southpaw.
La seva data oficial de naixement és el 26 de gener de 1988, segons el registre a l'Associació Internacional de Boxa, tot i que ella mateixa va admetre a Reuters que la seva data de naixement real és el 26 d'abril de 1986.